# 독일 항공우주 센터

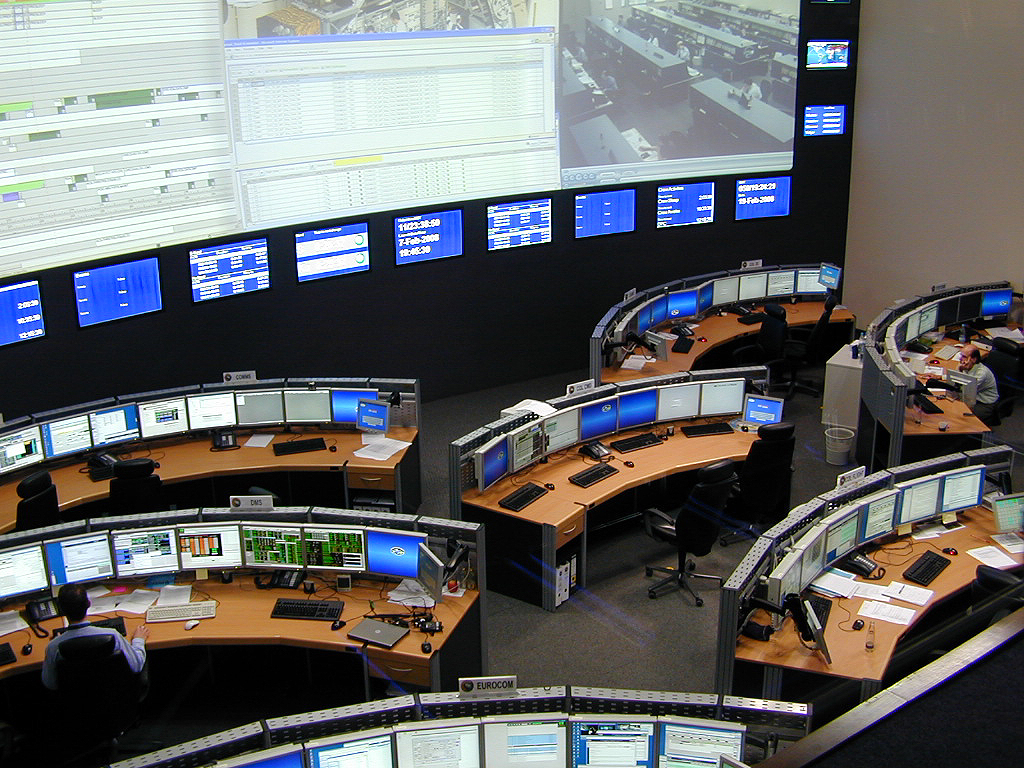
뮌헨 근처 오버파펜호펜의 GSOC(German Space Operations Center).

독일 항공우주 센터(독일어: Deutsches Zentrum für Luft- und Raumfahrt e.V., DLR, 영어: German Aerospace Center)는 독일의 항공우주, 에너지, 교통을 연구하는 기관이다. 본사는 쾰른에 위치해 있으며, 독일 전역에 여러 지점이 있다.

## 개요
독일 항공우주 센터는 독일 내 16개 지점에 약 7,400명의 직원이 있다.
DLR 집행이사회의 구성원은 다음과 같다:
- Prof. Dr.-Ing. Johann-Dietrich Wörner (회장) 2007년 3월 이후
- Klaus Hamacher (부회장) 2006년 4월 이후
- Prof. Dr. rer. nat. Hansjörg Dittus (Executive Board member for space research and development) 2011년 6월 이후.[1]
- Prof. Rolf Henke (Executive Board member for aeronautics) 2010년 11월 이후
- Ulrich Wagner (Executive Board member for energie and transport) 2010년 3월 이후
- Gerd Gruppe (Executive Board member for space administration) 2011년 4월 이후

## 역사
현대의 DLR은 1997년 창설되었다.

## DLR 매거진
DLR 매거진(DLR Magazine)은 연구소의 대표 출판물이며, 2010년 6월 기준으로 영어로도 출판된다. 다루는 주제에는 과학, 사설, 그림이 포함된다.